# 舍爾科夫斯卡亞區

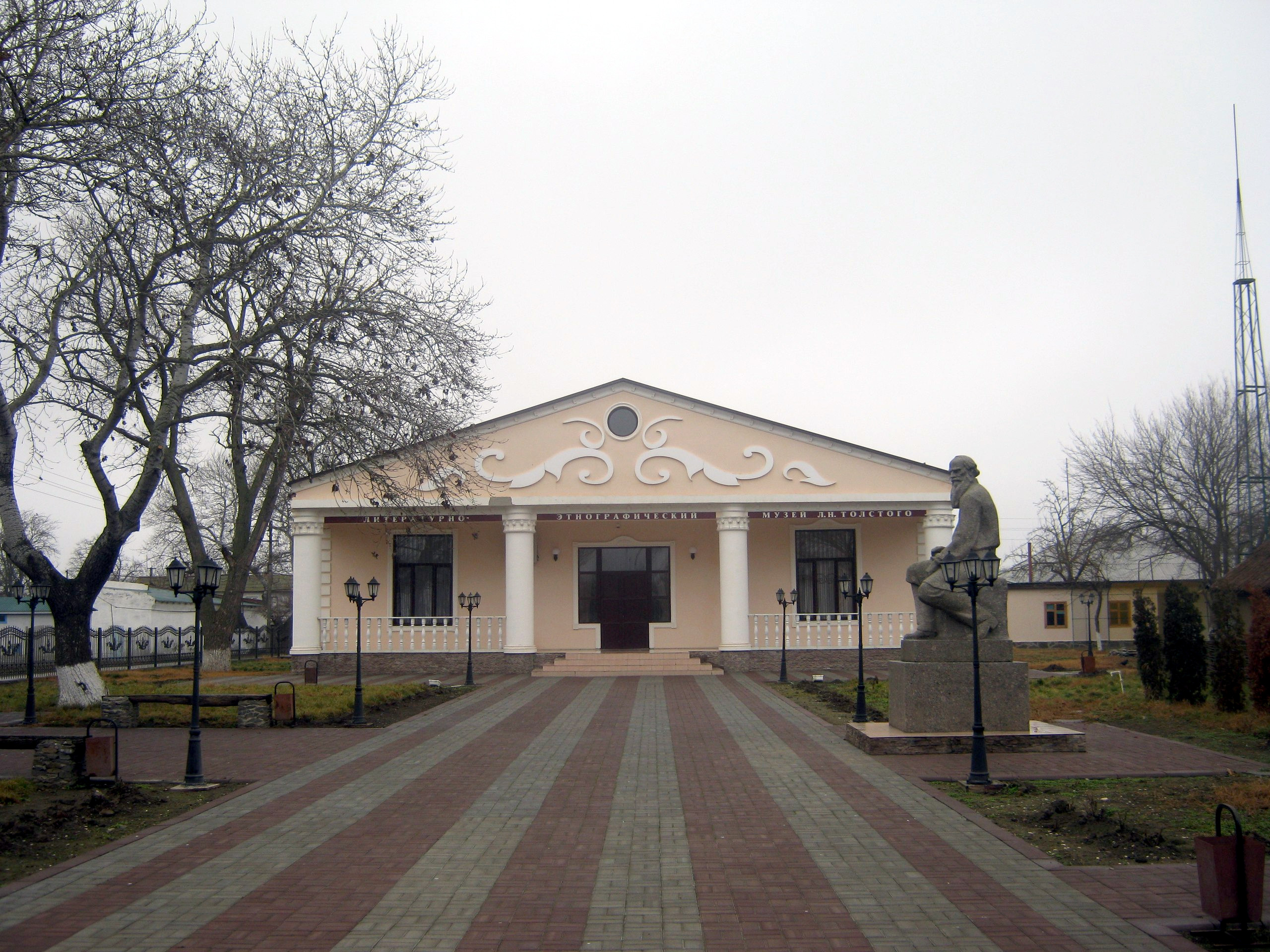

舍爾科夫斯卡亞區（俄语：Шелковской район），是俄羅斯的一個區，位於該國西南部，由車臣共和國負責管轄，面積3,000平方公里，2010年人口53,548，人口密度每平方公里17.85人。
43°30′32″N 46°19′57″E / 43.50889°N 46.33250°E